# رقاص‌های پنج سنتی
رقاص‌های پنج سنتی (انگلیسی: The Nickel-Hopper) یک فیلم کمدی صامت کوتاه آمریکایی به کارگردانی اف. ریچارد جونز و هال ییتس است که در سال ۱۹۲۶ منتشر شد. از بازیگران این فیلم می‌توان به اولیور هاردی، گاس لئونارد، میبل نورماند، مایکل ویزاروف، تئودور فون التز، مارگارت سدن، جیمز فینلیسون، بوریس کارلوف، میلدرید کورنمن، ویلیام کورت‌رایت و سام لافکین اشاره کرد.